# Trichoncus vasconicus
Trichoncus vasconicus är en spindelart som beskrevs av Denis 1944. Trichoncus vasconicus ingår i släktet Trichoncus och familjen täckvävarspindlar. Inga underarter finns listade i Catalogue of Life.